# Шона Міллер-Уйбо
Шона Міллер, у шлюбі Міллер-Уйбо (англ. Shaunae Miller-Uibo, нар. 15 квітня 1994) — багамська легкоатлетка, яка спеціалізується в спринтерських дисциплінах, олімпійська чемпіонка, призерка чемпіонатів світу.
3 лютого 2018 на змаганнях «Millrose Games» в Нью-Йорку повторила вище світове досягнення з бігу на 300 метрів у приміщенні (35,45), яке було встановлене у 1993 росіянкою Іриною Приваловою.
20 червня 2019 на змаганнях «Zlatá tretra» в Остраві встановила нове вище світове досягнення з бігу на 300 метрів (34,41), перевершивши попереднє досягнення (35,50) мексиканки Ани Гевари 16-річної давнини.
На чемпіонаті світу-2019 здобула «срібло» в бігу на 400 метрів з новим континентальним рекордом (48,37).

## Виступи на Олімпіадах
| Олімпіада   | Дисципліна | Місце    |
| ----------- | ---------- | -------- |
| 2012 Лондон | 400 метрів | 2заб DNF |
| 2016 Ріо    | 400 метрів | 1        |
| 2020 Токіо  | 400 метрів | 1        |

## Особисте життя
У лютому 2017 Шона Міллер одружилася зі своїм бойфрендом з часів коледжу, естонським десятиборцем Майселом Уйбо, і взяла подвійне прізвище Міллер-Уйбо.